# 2. december
2. december je 336. dan leta (337. v prestopnih letih) v gregorijanskem koledarju. Ostaja še 29 dni.

## Dogodki
- 1409 – odprta je bila Univerza v Leipzigu
- 1804 – Napoleon Bonaparte se je v katedrali Notre Dame v Parizu okronal za francoskega cesarja
- 1805 – Napoleon Bonaparte je zmagal v bitki pri Austerlitzu (današnjem Slavkovu)
- 1823 – James Monroe je objavil Monrojevo doktrino
- 1848 – Franc Jožef I. je postal avstrijski cesar
- 1851 – novo izvoljeni francoski predsednik Charles Louis Bonaparte je nasilno zrušil Drugo republiko
- 1852 – Napoleon III. je postal francoski cesar
- 1888 – odprli so Rudolfinum, prvo muzejsko stavbo v Ljubljani; danes v njej domujeta Narodni muzej Slovenije in Prirodoslovni muzej Slovenije
- 1901 – King Camp Gillette v Bostonu je pridobil patent za svoj brivnik z zamenljivo britvico
- 1914 – Avstro-Ogrska je zavzela Beograd
- 1915 – Albert Einstein je objavil Splošno teorijo relativnosti
- 1925 – ustanovljen je bil koncern IG Farben
- 1927 – Leva Trockega so na XV. kongresu izključili iz Komunistične partije Sovjetske zveze
- 1941 – začel se je 2. tržaškega procesa
- 1942 – v Chicagu so v okviru Projekta Manhattan pod vodstvom fizika Enrica Fermija zagnali prvi jedrski reaktor na svetu, Chicago Pile-1
- 1943 – Kraljevo vojno letalstvo (RAF) je bombandiralo Berlin
- 1944 – začela se je francosko-sovjetske konferenca v Moskvi
- 1956 – Fidel Castro se je izkrcal na Kubi
- 1971 –

- Združeni arabski emirati so postali neodvisna država
- sovjetska sonda Mars 3 je pristala na Marsu

- 1975 – komunistična organizacija Pathet Lao je prišla na oblast, odpravila monarhijo in razglasila Demokratično ljudsko republiko Laos
- 1982 – v Utahu so prvič bolniku vstavili umetno srce
- 1984 – v Indiji se je zgodila Bhopalska nesreča, najhujša industrijska nesreča na svetu
- 1988 – Benazir Buto je postala predsednica vlade Pakistana in s tem prva ženska na čelu kakšne islamske države
- 1993 – NASA je izstrelila raketoplan Endeavour z nalogo popraviti Hubblov vesoljski daljnogled
- 1997 – papež Janez Pavel II. je ustanovil Nadškofijo Vaduz in jo podredil neposredno Svetemu sedežu.
- 2001 – Enron je razglasil bankrot z obveznim preoblikovanjem podjetja po ameriškem zakonu

## Rojstva
- 1703 – Ferdinand Konščak, hrvaški jezuitski misijonar, raziskovalec, kartograf († 1759)
- 1714 – Jeremijaš Šoštarić, hrvaški (gradiščanski) duhovnik in pisatelj († 1770)
- 1825 – Pedro II. Brazilski, brazilski cesar († 1891)
- 1835 – Andrej Žnidarčič, slovenski duhovnik in narodni buditelj († 1913)
- 1858 – Andrej Kalan, slovenski duhovnik in politik († 1933)
- 1874 – Marica Gregorič Stepančič, slovenska pisateljica, pesnica, prevajalka in publicistka († 1954)
- 1885 – George Minot, ameriški fiziolog, nobelovec 1934 († 1950)
- 1889 – Anita Malfatti, brazilska slikarka, risarka in učiteljica († 1964)
- 1897 – Ivan Kristoforovič Bagramjan, maršal Sovjetske zveze († 1982)
- 1899 – John Barbirolli, britanski čelist, dirigent italijanskega rodu († 1970)
- 1921 – Carlo Furno, italijanski kardinal († 2015)
- 1923 – Maria Callas, grško-ameriška sopranistka († 1977)
- 1924 – Alexander Meigs Haig mlajši, ameriški general in politik († 2010)
- 1930 – Gary Becker, ameriški ekonomist, nobelovec 1992 († 2014)
- 1934 – Tarcisio Bertone, italijanski kardinal in diplomat
- 1943 – Anton Ožinger, slovenski duhovnik, zgodovinar, arhivar in profesor († 2019)
- 1944 – Ibrahim Rugova, kosovsko-albanski politik, prvi kosovski predsednik († 2006)
- 1946 – Gianni Versace, italijanski modni oblikovalec († 1997)
- 1960 – Vanja Strle, slovenska pisateljica
- 1968 –

- Lucy Liu, ameriška filmska igralka
- Radovan Žerjav, slovenski politik

- 1972 – Sergejs Žoltoks, latvijski hokejist († 2004)
- 1973 –

- Monika Seleš, jugoslovansko-ameriška tenisačica
- Jan Ullrich, nemški kolesar

- 1977 –

- Siyabonga Nomvethe, južnoafriški nogometaš
- Marjan Šarec, slovenski igralec in politik

- 1978 – Nelly Furtado, kanadska glasbenica in pevka
- 1981 – Britney Spears, ameriška pop pevka

## Smrti
- 537 – papež Silverij (* okoli 480)
- 1348 – cesar Hanazono, 95. japonski cesar (* 1297)
- 1381 – Jan van Ruysbroeck, belgijski (flamski) teolog, mistik (* 1293)
- 1463 – Albert VI., nadvojvoda Avstrije (* 1418)
- 1469 – Piero de' Medici Protinasti, vladar Firenc (* 1416)
- 1547 – Hernán Cortés, španski konkvistador (* 1485)
- 1594 – Gerhard Mercator, belgijski (flamski) kartograf, geograf (* 1512)
- 1723 – Filip II. Orleanski, francoski regent (* 1674)
- 1774 – Johann Friedrich Agricola, nemški skladatelj in organist (* 1720)
- 1814 – markiz de Sade, francoski pisatelj (* 1740)
- 1845 – Simon Mayr, italijanski skladatelj nemškega rodu (* 1763)
- 1849 – Adelaide Saxe Meiningenška, žena angleškega kralja Viljema IV. (* 1792)
- 1859 – John Brown, ameriški abolicionist (* 1800)
- 1916 – Fran Levec, slovenski književni zgodovinar, kritik, urednik (* 1846)
- 1924 – Kazimieras Būga, litovski jezikoslovec (* 1879)
- 1933 – Émile Meyerson, poljski kemik in filozof (* 1859)
- 1959 – John August Anderson, ameriški astronom (* 1876)
- 1966 – Luitzen Egbertus Jan Brouwer, nizozemski matematik in filozof (* 1881)
- 1969 – Kliment Jefremovič Vorošilov, maršal Sovjetske zveze (* 1881)
- 1972 – José Arcadio Limón, ameriški plesalec, koreograf mehiškega rodu (* 1908)
- 1974 – Max Weber, švicarski politik (* 1897)
- 1987 – Luis Federico Leloir, argentinski biokemik, nobelovec 1970 (* 1906)
- 1993 – Pablo Escobar, kolumbijski vodja mamilarskega kartela (* 1949)
- 2002 – Ivan Illich, avstrijsko-ameriški filozof, duhovnik (* 1926)
- 2009 – Vjekoslav Šutej, hrvaški dirigent (* 1951)
- 2011 – Jaša Zlobec, slovenski romanist, prevajalec in politik (* 1951)
- 2021 – Lovro Šturm, slovenski pravnik in politik (* 1938)

## Prazniki in obredi
- Laos – Dan narodnosti
- Združeni arabski emirati - Dan narodnosti (neodvisnost od Britanije leta 1971)